# لي دونالدسون
لي دونالدسون هو سياسي أمريكي، ولد في 11 أغسطس 1925 في Etna, Pennsylvania ‏ في الولايات المتحدة، وتوفي في 3 سبتمبر 2009 في بحر البلطيق. نشط حزبياً في الحزب الجمهوري. وقد انتخب عضو مجلس نواب بنسيلفانيا ‏.